# Dúbravy
Dúbravy is een Slowaakse gemeente in de regio Banská Bystrica, en maakt deel uit van het district Detva.
Dúbravy telt 962 inwoners.
Detva · Detvianska Huta · Dúbravy · Horný Tisovník · Hriňová · Klokoč · Korytárky · Kriváň · Látky · Podkriváň · Slatinské Lazy · Stará Huta · Stožok · Vígľaš · Vígľašská Huta-Kalinka